# Liste der Monuments historiques in Les Roises
Die Liste der Monuments historiques in Les Roises führt die Monuments historiques in der französischen Gemeinde Les Roises auf.

## Liste der Objekte
| Bezeichnung              | Beschreibung                                        | Standort                                   | Kennzeichnung | Schutzstatus | Datum | Bild |
| ------------------------ | --------------------------------------------------- | ------------------------------------------ | ------------- | ------------ | ----- | ---- |
| Tabernakel               | Holz, farbig gefasst und vergoldet, 18. Jahrhundert | in der Kirche Nativité-de-la-Vierge (Lage) | PM55002257    | Inscrit      | 1995  |      |
| Relief Rosenkranzmadonna | Eichenholz, farbig gefasst, um 1700                 | in der Kirche Nativité-de-la-Vierge (Lage) | PM55002255    | Inscrit      | 1995  |      |
| 14 Kirchenbänke          | Eichenholz, Ende des 18. Jahrhunderts               | in der Kirche Nativité-de-la-Vierge (Lage) | PM55002256    | Inscrit      | 1995  |      |